# Rinnenbach (Kupfer)
Der Rinnenbach ist ein weniger als 4 km langer Bach fast ausschließlich im Gebiet der Gemeinde Kupferzell im Hohenlohekreis im nördlichen Baden-Württemberg, der nordöstlich von Hesselbronn von links und Südwesten in die Kupfer mündet.

## Name
Nach Karten aus der ersten Hälfte des 20. Jahrhunderts wurde der Rinnenbach zumindest ab dem Zusammenfluss seiner zwei Oberläufe am Nordrand des Dorfes Westernach und wenigstens damals noch Westernach genannt.

## Geographie

### Oberlauf Rinnenbach
Der Rinnenbach entsteht im Waldenburger/Kupferzeller Industriegebiet eben noch auf der Stadtgemarkung von Waldenburg zwischen der Straße Am Bahnhof und der Max-Eyth-Straße auf etwa 349 m ü. NHN in einem Graben durch eine Brachfläche, der nur etwas über 200 Meter östlich vom Lauf des im Westen auffällig eng um den Hangfuß des Waldenburger Bergsporns biegenden Epbachs entfernt ist. Er quert nach wenigen Schritten die Max-Eyth-Straße und wechselt zwischen den Industriebauten an ihrer Seite in die Gemarkung Westernach der Gemeinde Kupferzell, in der sein Restlauf und alle anderen Gewässer in seinem Bachsystem liegen. Dann zieht er ungefähr ostwärts, etwas geschlungen und von einem Wirtschaftsweg begleitet durch die Feldflur um das Dorf Westernach. An dessen Nordrand läuft er auf etwa 343,4 m kurz vor dem Verbindungsweg nach Belzhag mit dem zuletzt von Süden kommenden Ziegelbach zusammen.
Der Rinnenbach-Oberlauf ist etwa 1,2 km lang und hat bis zum Zusammenfluss etwa 6 Meter unterhalb seiner Quelle ein Einzugsgebiet von nur ca. 1,0 km². Er hat auf dieser Strecke ein mittleres Sohlgefälle von etwa 5 ‰.

### Zufluss Ziegelbach
Der Zufluss Ziegelbach des Rinnenbachs wird von der Landesanstalt für Umwelt Baden-Württemberg ausweislich der mit dem Rinnenbach-Unterlauf gemeinsamen Gewässerkennziffer als dessen Hauptoberlauf angesehen. Er entsteht etwa 1,1 km südsüdwestlich der Ortsmitte von Westernach auf dem unteren Fuß des Friedrichsbergs an einem Feldwegkreuz auf etwa 363 m ü. NHN. In anfangs etwa nördlichem Lauf unterquert er von einem Wirtschaftsweg begleitet die Hohenlohebahn und begrenzt dann den Westrand eines neueren Siedlungsteils von Westernach. Dann schwenkt er an einem kurzen Zufluss aus dem Südwesten für seine zweite Laufhälfte auf nordöstlichen, teilweise verdolten Lauf durch dessen Weichbild und das Dorf und erreicht an dessen Gegenseite den Rinnenbach.
Der Ziegelbach ist etwa 1,3 km lang und hat ein Einzugsgebiet von ca. 1,7 km². Er hat auf dieser Strecke ein mittleres Sohlgefälle von etwa 15 ‰.

### Weiterer Verlauf
Nachdem der Ziegelbach zugeflossen ist, schwenkt der ab zumindest hier früher auch Westernach genannte Rinnenbach auf Nordostlauf und unterquert schon nach gut 200 Metern die Bundesstraße 19, etwa 400 Meter weiter die Bundesautobahn 6. Auf seinem begradigten, nur wenig die Richtung wechselnden Lauf zwischen Feldern in seiner wenig eingetieften natürlichen Mulde wird er weiterhin nah von einem Wirtschaftsweg begleitet. Etwa anderthalb Kilometer nach seinem großen Oberlaufzufluss ändert er die Richtung auf Nord und wird bald darauf in der flachen Flur des Gewanns Sauerbrunnen von Südwesten her vom Katzenbach verstärkt, einem knapp anderthalb Kilometer langem Feldbach, der wenig nördlich der Autobahnauffahrt der Bundesstraße an dieser entsteht und unterwegs einen linken Zweig vom Weiler Hesselbronn her aufnimmt. Danach unterquert er die K 2367 Hesselbronn–Goggenbach und mündet dann 300 Meter später von links und Süden und wenige Schritte nach dem Ohrnbach von der anderen Seite auf etwa 330,8 m ü. NHN in die Kupfer.
Der Rinnenbach genannte Gesamtlauf ist 3,6 km lang, fällt auf dieser Strecke um etwa 18 Höhenmeter und hat deshalb wie auf seinem Oberlauf ein mittleres Sohlgefälle von etwa 5 ‰. Der Strang von der Quelle des Ziegelbachs an ist 3,8 km lang, mündet etwa 32 Höhenmeter unter diesem Ursprung und hat ein mittleres Sohlgefälle von etwa 9 ‰.

### Einzugsgebiet
Der Rinnenbach hat ein Einzugsgebiet von 5,7 km² Größe, das sich von der Spornspitze des 516,7 m ü. NHN hohen Friedrichsbergs etwa 4,2 km weit nordnordöstlich bis zur Mündung in die Kupfer erstreckt. Die insgesamt geringen Anteile am Spornplateau und dem Abfall des Friedrichsberges zählen naturräumlich zum Unterraum Waldenburger Berge der Schwäbisch-Fränkischen Waldberge, der weit größere Anteil mit allen Wasserläufen aber liegt rund 150 Höhenmeter tiefer im Unterraum Kupferzeller Ebene und Kocheneck der Hohenloher und Haller Ebene.
Reihum grenzen an das des Rinnenbachs die Einzugsgebiete folgender Nachbargewässer:
- im Norden das des Heimbachs, des unbeständigen nächsten linken Kupfer-Zuflusses;
- von Nordosten bis Osten das der aufnehmende Kupfer selbst;
- im Südosten konkurriert mit ähnlicher Laufrichtung wie der Rinnenbach der Flürlesbach oberhalb zur Kupfer;
- vom Südwesten bis fast Nordwesten entwässert jenseits der Wasserscheide der obere Epbach, diese Scheide ist zunächst in Gestalt des Friedrichsberg-Spornabfalls sehr prominent, im Bereich des nur gut 200 Meter vom Epbach-Lauf entfernten Rinnenbach-Ursprungs im Waldenburger/Kupferzeller Industriegebiet dann fast nicht zu bemerken;
- im Nordosten liegt auf nur kurzem Abschnitt das Quellgebiet der Sall an.

Auf dem Friedrichsberg-Spornabfall steht teils bis zum Unterhang Wald, das übrige Gebiet außerhalb des Weichbildes der Siedlungen wird in großen flurbereinigten Stücken fast vollständig ackerbaulich genutzt. Außer entlang der Verkehrswege (vor an der Autobahn und an der Hohenlohebahn) ist es nur wenig durch Feldgehölze gegliedert. Die einzige Siedlung am Bach selbst ist das Dorf Westernach, es liegt rechtsseits und wird vom anderen Quellast Ziegelbach durchflossen. Daneben liegen im Einzugsgebiet noch der Weiler Löcherholz im Süden gewässerfern auf halber Höhe am Abhang des Friedrichsbergs und der Weiler Hesselbronn am Nordrand, alle drei in der Westernacher Teilortgemarkung von Kupferzell, die fast das ganze Gebiet umfasst. Nur an seinem Westrand um den Rinnenbach-Ursprung ragt mit dessen Industriegebiet am Bahnhof ein kleines Stück Waldenburger Stadtgemarkung ins Einzugsgebiet.

### Zuflüsse
Hierarchische Liste der Zuflüsse von der Quelle zur Mündung. Gewässerlänge, Einzugsgebiet und Höhe nach den entsprechenden Layern auf der Onlinekarte der LUBW. Andere Quellen für die Angaben sind vermerkt.
Ursprung des Rinnenbachs auf etwa 349 m ü. NHN als Abfluss einer Riedfläche im Waldenburg/Kupferzeller Industriegebiet zwischen der Straße Am Bahnhof und der Max-Eyth-Straße. Der unmittelbar an der Kommunalgrenze beginnende Graben des Rinnenbachs fließt ins Kupferzeller Gemeindegebiet zunächst etwa ostwärts ein, und überwiegend entlang von Straßen und Feldwegen.
- Ziegelbach, von rechts und Südsüdwesten auf etwa 343,4 m ü. NHN[LUBW 2] am Nordrand von Kupferzell-Westernach kurz vor dem Gemeindeverbindungsweg nach Belzhag, 1,3 km und ca. 1,7 km².  Entsteht auf etwa 363 m ü. NHN an einem Feldwegkreuz südsüdwestlich von Westernach zwischen den Gewannen Ofen, Seeäcker, Holz und Reuth.
Wird bis zu seinem Zufluss von Feldwegen begleitet.
Der bis zum Ziegelbach 1,2 km lange Rinnenbach hat bis zu diesem ein Einzugsgebiet von nur ca. 1,0 km². Nach diesem Zufluss wendet sich der Bach auf nördlichen Lauf und heißt auf heutigen (2017) topographischen Karten Rinnenbach, während er zufolge von Karten aus der ersten Hälfte des 20. Jahrhunderts ab hier zumindest damals Westernach genannt wurde. Die zuständige Landesanstalt für Umwelt Baden-Württemberg wiederum benennt den Gesamtstrang aus zumündendem Ziegelbach und dem folgenden Unterlauf wohl nach dem bedeutenderen Oberlaufast mit Ziegelbach.
  - (Unbeständiger Zufluss aus den Ziegeläckern), von links und Südwesten auf etwa 348 m ü. NHN am heutigen Westrand von Westernach, ca. 0,4 km[LUBW 6] und ca. 0,7 km². Entsteht auf etwa 354 m ü. NHN an der Bahnstrecke Crailsheim–Heilbronn.
Wird bis zu seinemr Mündung von Feldwegen begleitet.
- Katzenbach, von links und Südwesten auf etwa 333 m ü. NHN im Gewann Sauerbrunnen östlich von Hesselbronn, 1,4 km und ca. 1,5 km². Entsteht auf etwa 343 m ü. NHN an einer Feldwegpassage unter der B 19 in der Geländemulde Geizklinge.
Heute auf ganzer Länge ein Feldweggraben in seiner natürlichen Mulde.
  - Hintere-Wiesen-Graben, von links und Westen auf etwa 337 m ü. NHN südöstlich von Hesselbronn, 0,5 km[LUBW 6] und ca. 0,6 km². Entsteht auf etwa 543 m ü. NHN am Südwestrand des Weichbildes von Hesselbronn.

Mündung des Rinnenbachs (oder der Westernach) von links und zuletzt Süden auf etwa 330,8 m ü. NHN nordwestlich von Hesselbronn in die Kupfer. Der Bach ist hier mit seinem Rinnenbach genannten Oberlauf 3,6 km, mit dem längeren rechten Oberlauf Ziegelbach 3,8 km lang und hat ein Einzugsgebiet von 5,7 km².

## Geologie
Das Einzugsgebiet des Rinnenbachs liegt geologisch gesehen im Mittleren und Unteren Keuper. Auf dem kleinen Spornplateau des Friedrichsbergs ganz im Süden liegt Stubensandstein (Löwenstein-Formation), hangabwärts folgen nur dünne Bänder von Unteren Bunten Mergeln (Steigerwald-Formation) und Kieselsandstein (Hassberge-Formation). Schon pberhalb von Löcherholz setzt dann eine größere Zone im Gipskeuper (Grabfeld-Formation) ein, der sich teilweise in der Natur durch unruhige Hangformen zeigt und etwa bis zur Bahnlinie etwas südwestlich von Westernach reicht. Jenseits ihrer setzt der Lettenkeuper (Erfurt-Formation) ein, der den größeren restlichen Teil des Einzugsgebietes einnimmt, allerdings auf den kleinen Hügeln stellenweise durch Lösssediment aus viel jüngerer quartärer Ablagerung bedeckt ist und in den früh begleitenden Auenstreifen um die Wasserläufe von ebenfalls quartärem fluvialem Sediment.
Der Rinnenbach entspringt sogar in einer weiten solchen Auensedimentfläche, die auch vom im Westen nah benachbarten Epbach durchflossen wird, der Ziegelbach eben noch im Gipskeuper, der Katzenbach am Rande einer Lösssedimentinsel auf dem Lettenkeuper.

## Natur und Schutzgebiete
Der nach 1930 und vor 1980 begradigte Rinnenbach wird heute allenfalls von angepflanzten Gehölzreihen begleitet. Nur an zwei Stellen nach der Autobahn-Unterquerung weiten sich diese zu um 20 Meter breiten Feldhecken. Die größten solcher künstlicher Anpflanzungen im Einzugsgebiet stehen jedoch am Damm der Autobahn und im Kleeblatt der Auffahrt von der Bundesstraße. Naturpark Schwäbisch-Fränkischer Wald umfasst alle Teile des Einzugsgebietes bis herab zur Bahnlinie. Der Anteil nordöstlich der Trasse der B 19 ist Teil eines ausgedehnten Wasserschutzgebietes beidseits der Kupfer.

### LUBW
Amtliche Online-Gewässerkarte mit passendem Ausschnitt und den hier benutzten Layern: Lauf und Einzugsgebiet des Rinnenbachs

Allgemeiner Einstieg ohne Voreinstellungen und Layer: Daten- und Kartendienst der Landesanstalt für Umwelt Baden-Württemberg (LUBW) (Hinweise)
1. 1 2 3  Höhe nach dem Höhenlinienbild auf dem Hintergrundlayer Topographische Karte.
2. 1 2 3 4  Höhe nach schwarzer Beschriftung auf dem Hintergrundlayer Topographische Karte.
3. 1 2 3  Länge nach dem Layer Gewässernetz (AWGN).
4. 1 2  Einzugsgebiet nach dem Layer Basiseinzugsgebiet (AWGN).
5. ↑  Einzugsgebiet abgemessen auf dem Hintergrundlayer Topographische Karte.
6. 1 2  Länge abgemessen auf dem Hintergrundlayer Topographische Karte.
7. ↑  Schutzgebiete nach den einschlägigen Layern.

### Andere Belege
1. ↑  Abfluss-BW - Daten und Karten
2. ↑  Name Westernach wenigstens ab dem Nordrand des gleichnamigen Dorfs nach den Meßtischblättern 6824 Hall von 1930 und 6724 Künzelsau von 1932.
3. ↑  Wolf-Dieter Sick: Geographische Landesaufnahme: Die naturräumlichen Einheiten auf Blatt 162 Rothenburg o. d. Tauber. Bundesanstalt für Landeskunde, Bad Godesberg 1962. → Online-Karte (PDF; 4,7 MB)
4. ↑  Geologie nach der unter → Literatur aufgeführten geologischen Karte. Einen gröberen Überblick verschafft auch: Mapserver des Landesamtes für Geologie, Rohstoffe und Bergbau (LGRB) (Hinweise)